# Puckelfjällskivling
Puckelfjällskivling (Macrolepiota mastoidea) är en svampart som först beskrevs av Elias Fries, och fick sitt nu gällande namn av Rolf Singer 1951. Puckelfjällskivling ingår i släktet Macrolepiota och familjen Agaricaceae.  Arten är reproducerande i Sverige. Inga underarter finns listade i Catalogue of Life.

## Källor

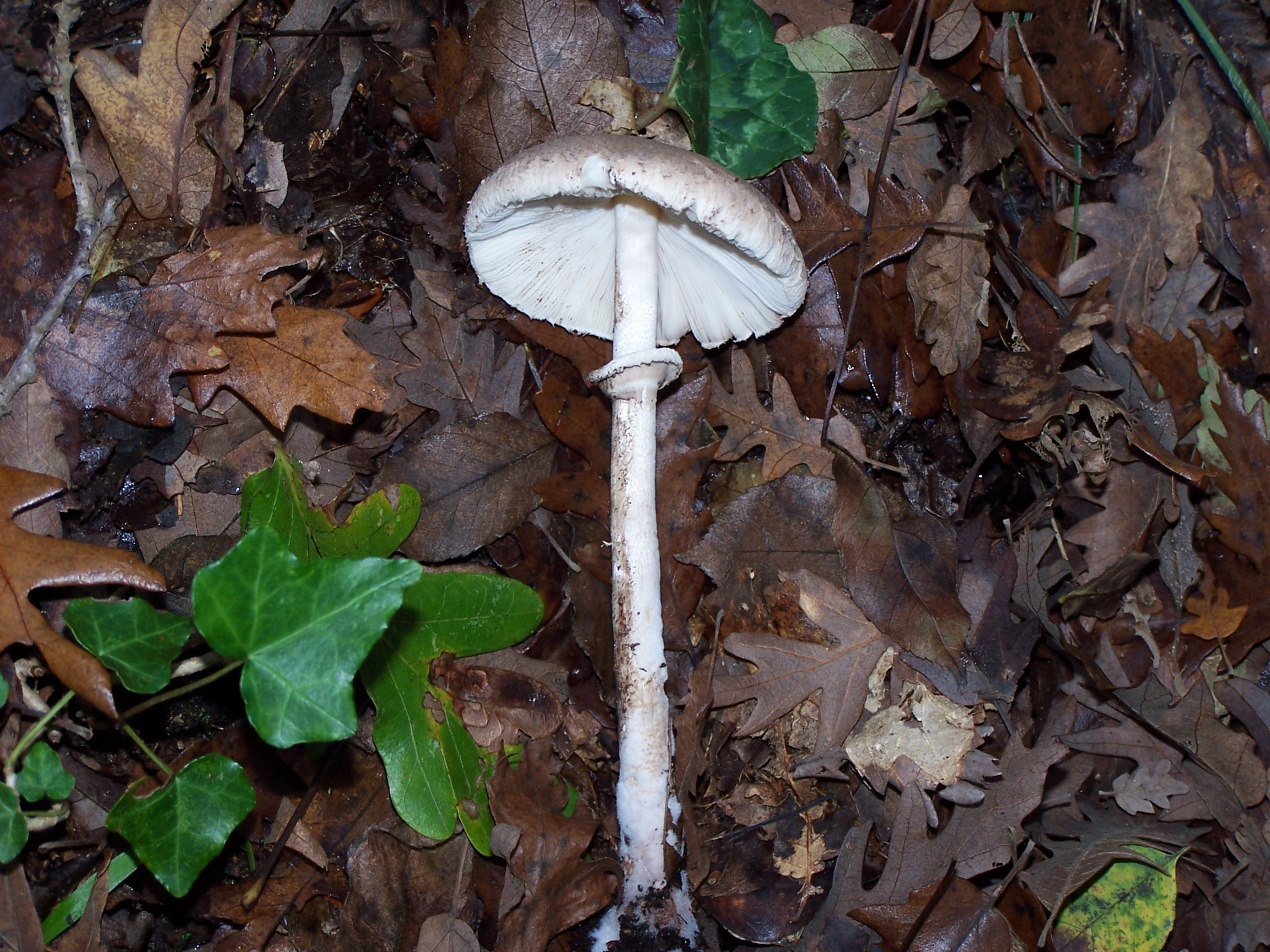
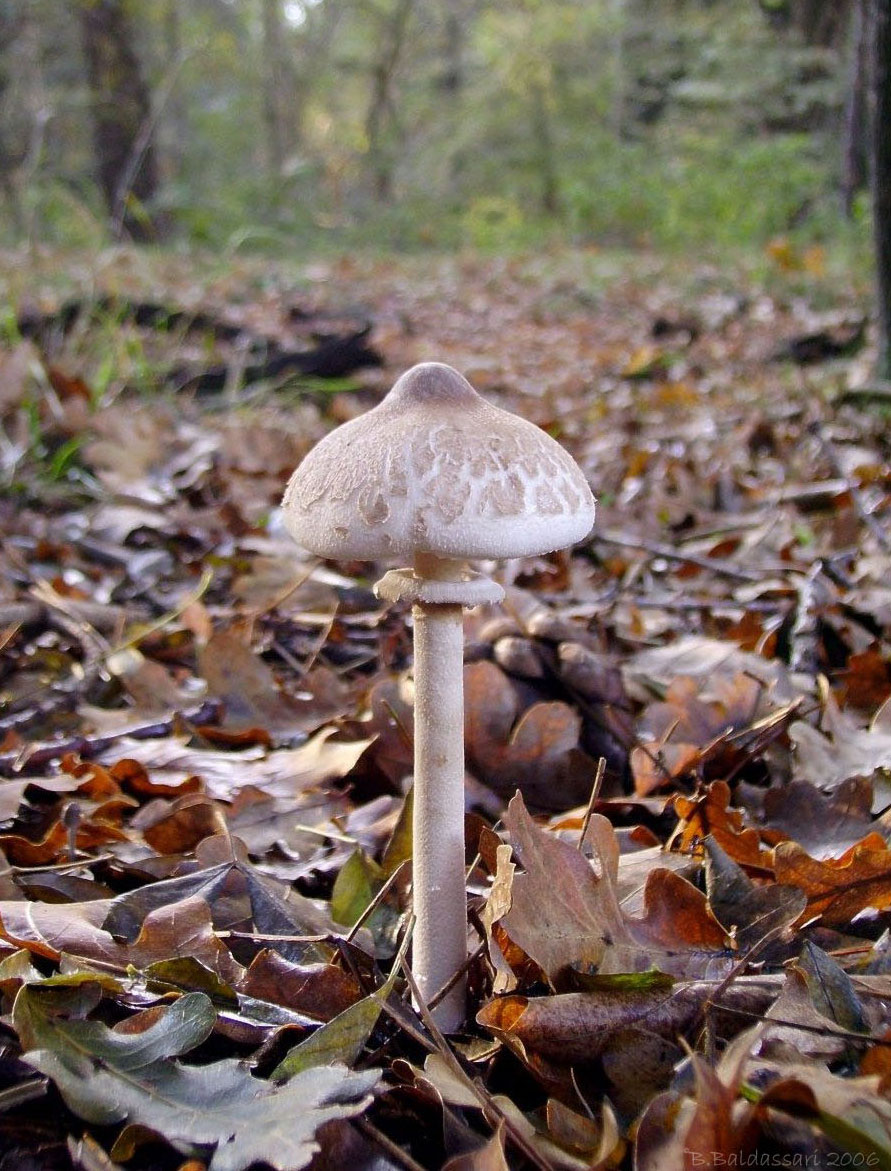
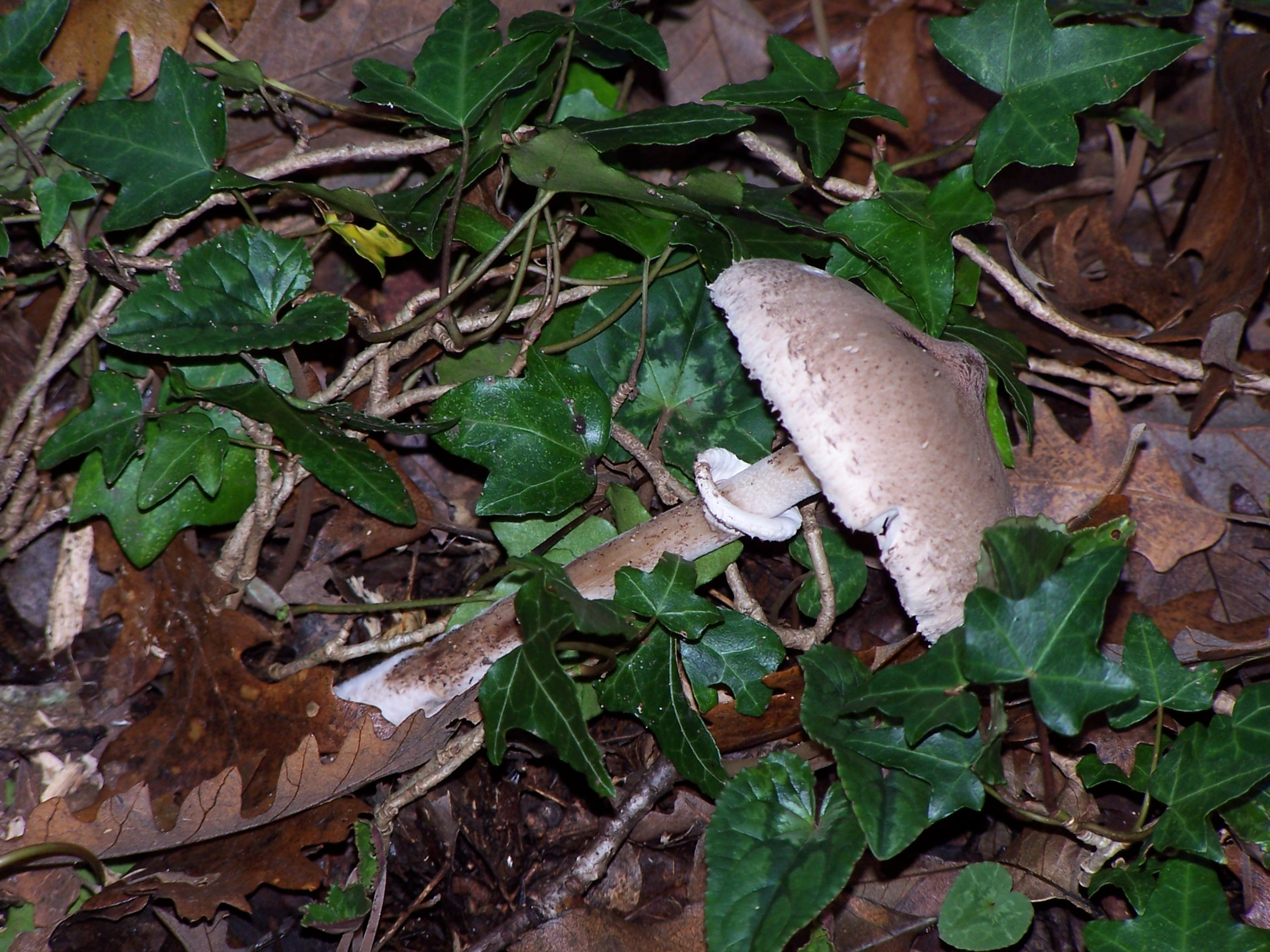
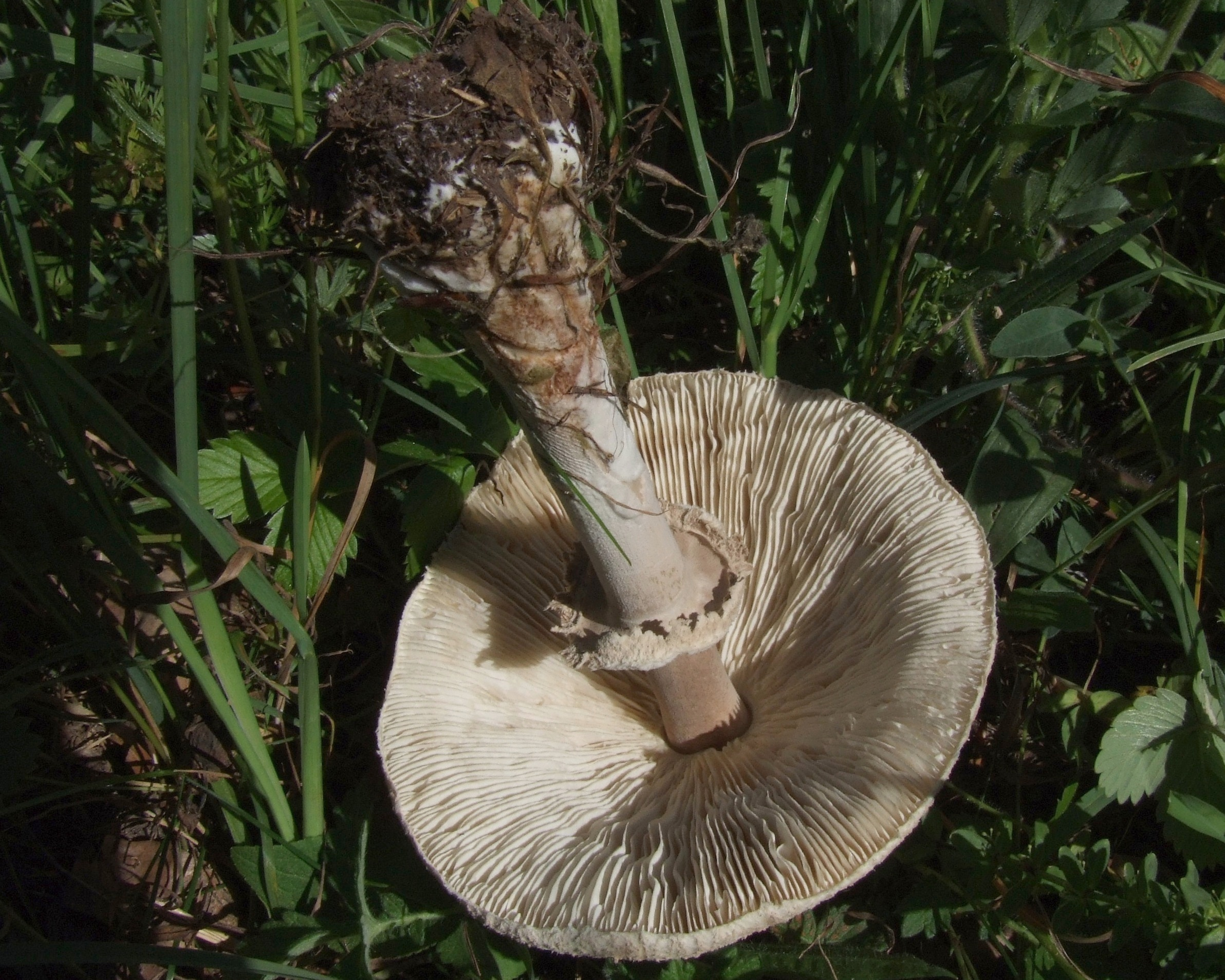
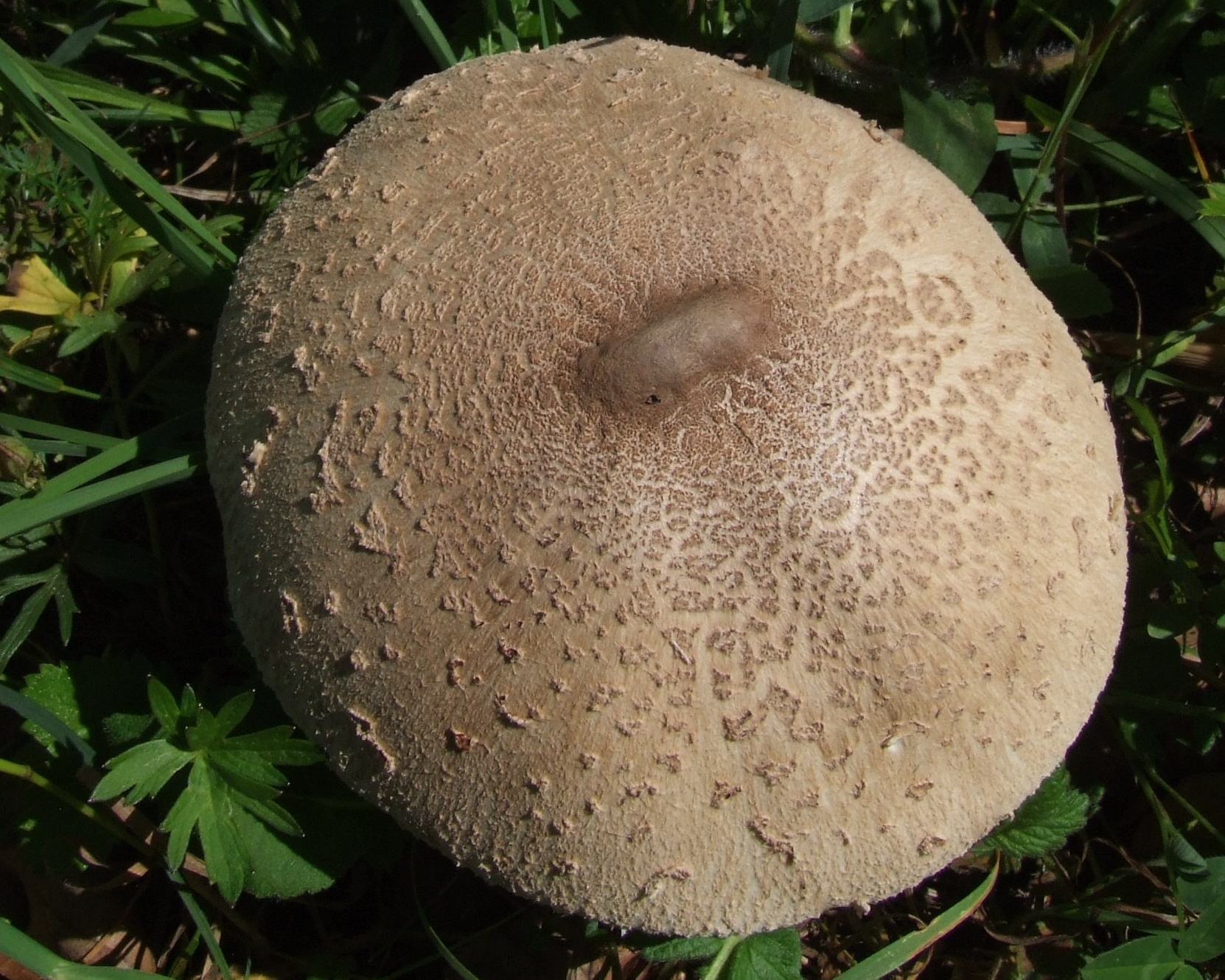
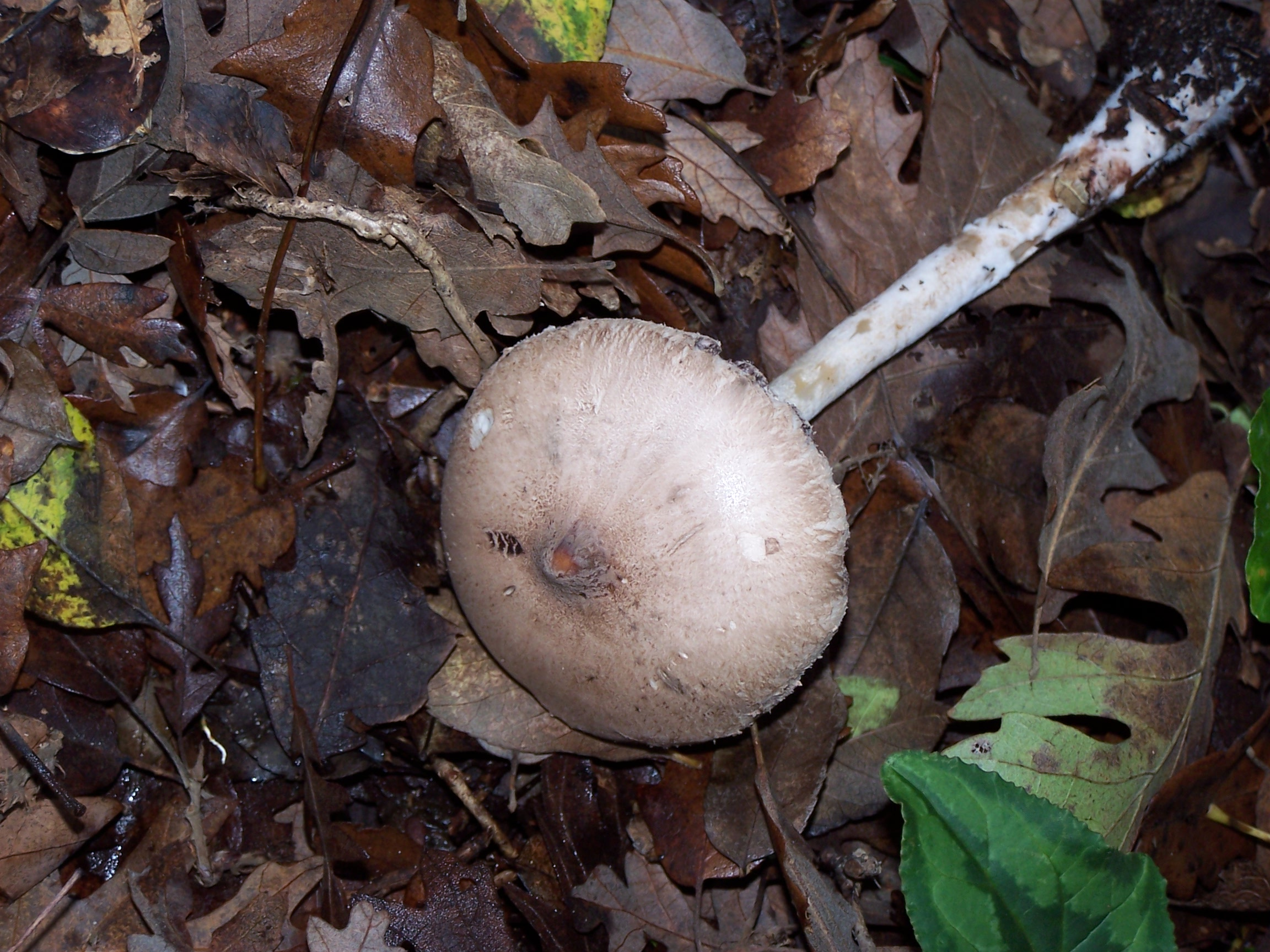
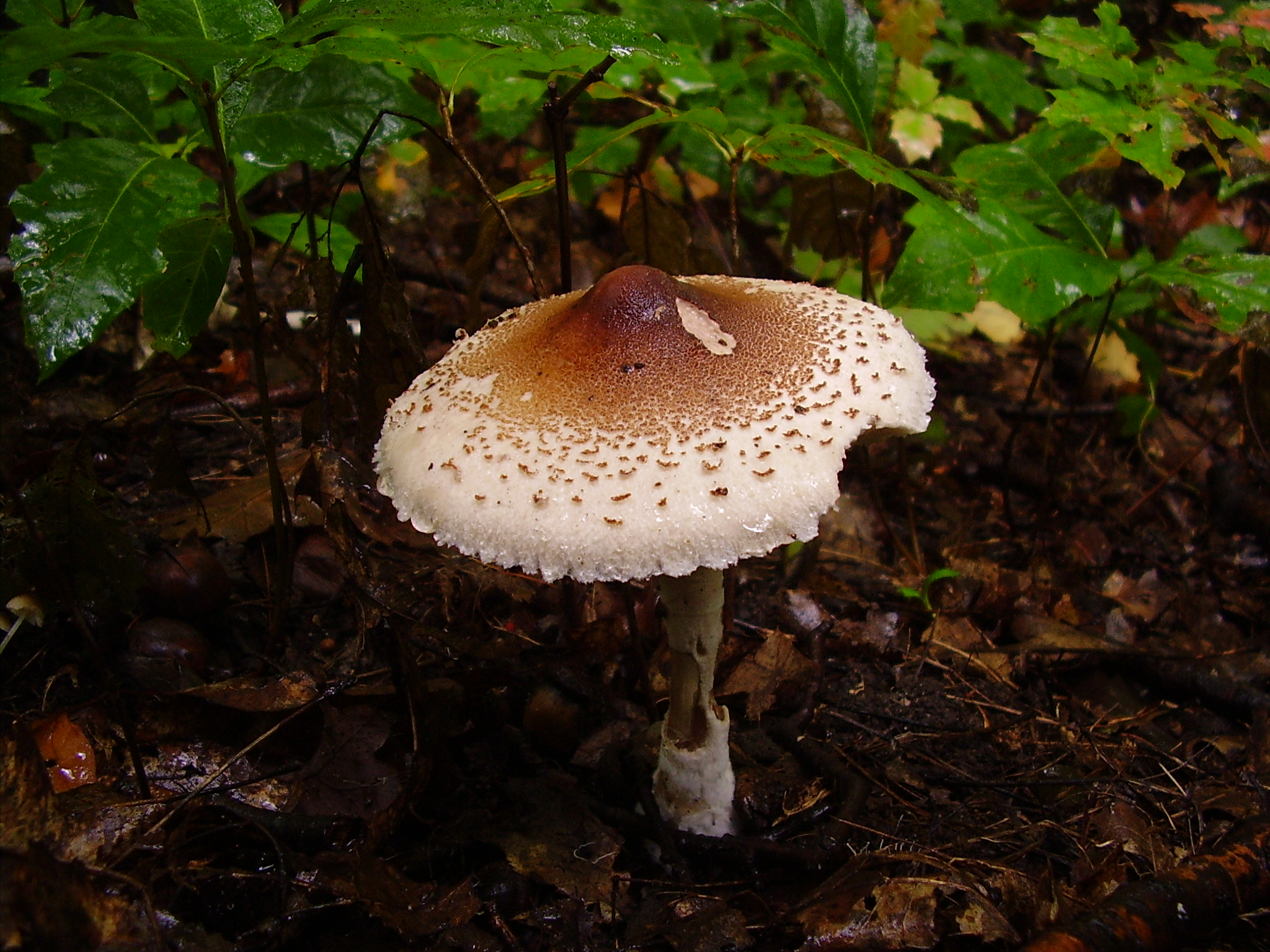